# Бойові мистецтва

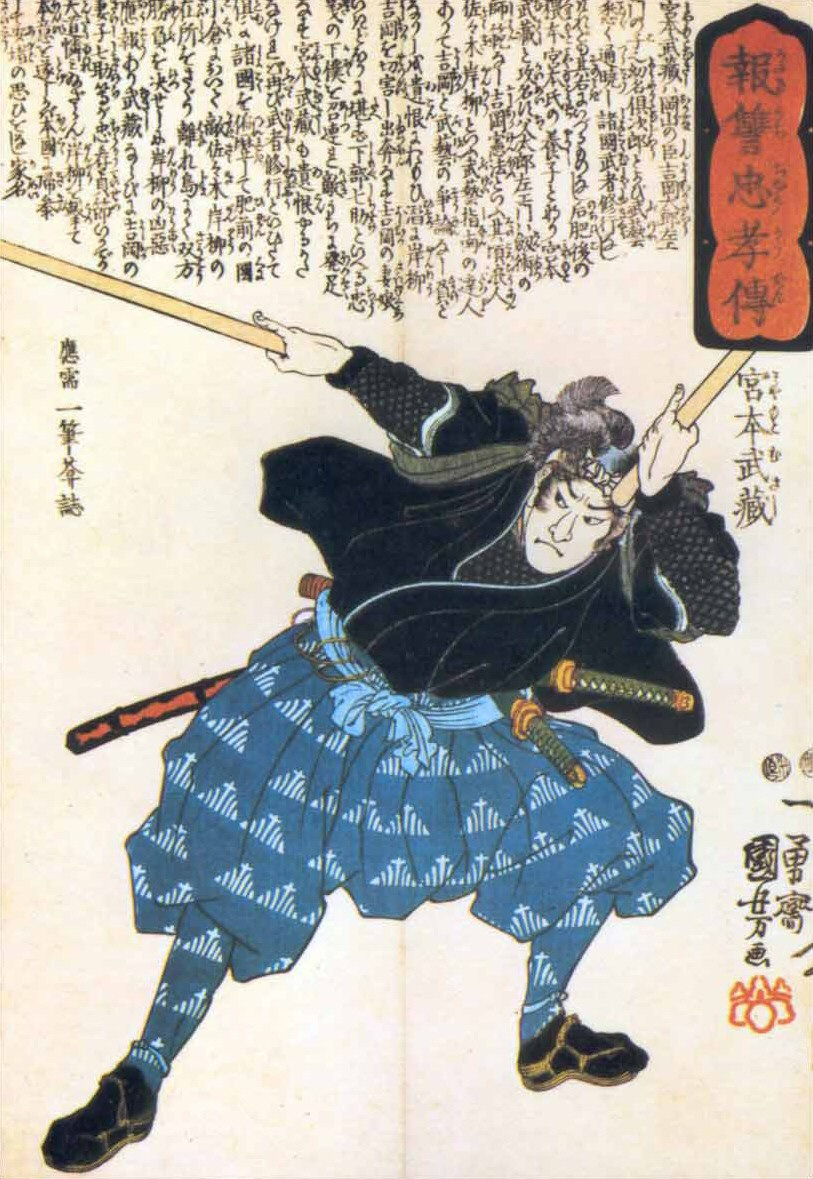
Міямото Мусасі (1584-1645) з двома дерев'яними катанами.

Літній чоловік демонструє прийоми крав мага.

Бойові мистецтва — це комплекс методів і засобів військово-фізичної підготовки і виховання воїна. Вони складаються з програми основ військової справи, а також методів і засобів з розвитку вмінь і навичок для мистецького рівня ведення індивідуального, групового і колективного рукопашного бою без зброї, з використанням підручних засобів, холодної і вогнепальної зброї. Сюди додаються вміння і навички з переможного ведення рукопашного бою в будь-яких умовах, і проти будь-якого супротивника з метою захисту духовних та морально-етичних ідеалів людства.
Таке визначення стосується прикладного рівня бойових мистецтв.
Більш примітивно, можна розглядати бойові мистецтва як різноманітні системи тренувань та традицій, скерованих на ведення бою у певний спосіб. Хоча набуті у цих мистецтвах вміння та знання й використовуються за різними призначеннями, усі бойові мистецтва мають єдину спільну мету: перемогти супротивника фізично або захистити себе. Деякі, зокрема східні, бойові мистецтва тісно пов'язані з духовними або релігійними віруваннями та філософіями, такими як буддизм, даосизм або синто, тоді як інші — мають свій власний духовний або матеріальний кодекс честі.
Кожен стиль має унікальні риси, які роблять його відмінним від інших. І все ж, загальною характеристикою бойових мистецтв є систематизація технік ведення бою. Одним із спільних методів тренування, особливо в азійських бойових мистецтвах, є ката, які є групами прийомів, що здійснюються самостійно або часом з партнером/партнерами.

## Спеціалізація
Існує велика кількість суттєво відмінних бойових мистецтв. Вони можуть концентруватися на певній області або комбінації різних областей. Однак, їх можна класифікувати у великі групи, що зосереджуються на ударах, захопленнях/зчепленнях або тренуванні зі зброєю. Нижче можна знайти перелік прикладів мистецтв, які активно використовують одну з цих областей. Цей перелік не є вичерпним, а вказані області не є обов'язково єдиними у бойових мистецтвах, але наведені мистецтва спеціалізуються або є найвідомішими прикладами у вказаних областях.
Удари
- Удари кулаками — бокс.
- Удари ногами — капоейра, сават, тхеквондо.
- Удари ліктем, коліном, долонею — карате, тайський бокс, кунг-фу.

Зчеплення
- Кидки — айкідо, ґліма, джиу-джитсу, дзюдо, самбо.

Багато бойових мистецтв, особливо східних, також навчають і медичним наукам. Це особливо стосується традиційних китайських бойових мистецтв, які вчать заправляти кістки, практикувати цигун, акупунктуру, акупресуру, та включають інші аспекти традиційної китайської медицини.
Бойові мистецтва зазвичай асоціюються з культурами Східної Азії, але жодною мірою не є унікальними для Азії. По всій Європі існувала широко розповсюджена система бойових мистецтв, які називають ''історичними європейськими бойовими мистецтвами''. Вони існували до недавніх часів, а тепер реконструюються декількома організаціями. Так наприклад, Сават є французьким стилем бою ногами, який був розроблений моряками та вуличними бійцями. В Америці індіанці мають традицію бою відкритими руками, який включає боротьбу. Гавайці історично практикували мистецтво маніпулювання малими та великими суглобами. Мистецтва-суміші за походженням з'явилися в атлетичних рухах Капоейри, яка була створена у Бразилії рабами і базувалася на їх мистецтві привезеному з Африки.

## Історія

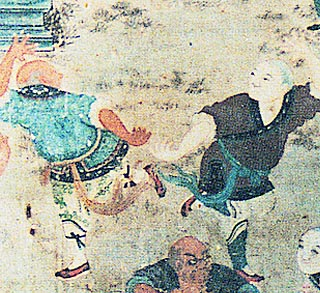
Стародавнє зображення шаолінських монахів, які освоюють мистецтво самозахисту.

Ілюстрації боротьби та озброєних поєдинків датуються до часів Бронзової доби Стародавнього Близького Сходу. Це, наприклад, настінний розпис 20-го сторіччя до н. е. у могилі Аменемхету в Бені Хассанів, або Прапор Уру 26-го сторіччя до н. е.

### Східна Азія

#### Рання історія
Ймовірно, основою східних бойових мистецтв є суміш ранніх китайських та індійських мистецтв. Ці нації вели інтенсивну торгівлю починаючи десь з 6-го сторіччя до н. е. Дипломати, торгівці та монахи подорожували дорогами Шовкового Шляху. Під час Періоду Войовничих Держав китайської історії (англ. Warring States Period) (480—221 рр. до н. е.) почали бурхливо розвиватися філософія та стратегія бою, як це описував Сунь Цзи у трактаті Мистецтво війни (прибл. 350 р. до н. е.).
У прадавніх легендах бойових мистецтв існує історія про індійського монаха Бодхідхарма (японське ім'я — Дарума), який нібито жив близько 550 р. до н. е. Йому віддається честь заснування медитативної філософії дзен буддизму та впливу на мистецтво бою без зброї у Шаолінському монастирі в Китаї. Такі бійцівські чесноти, як дисципліна, смирення, самообмеження та повага, є атрибутами цієї філософії.
У навчанні бойовим мистецтвам в Азії історично дотримувалися культурних традицій практики типу вчитель-учень. Учнів за жорсткою ієрархічною системою тренував майстер-інструктор: Сифу кантонською китайською або Шифу мандаринською (північно-китайською) мовою; Сенсей — японською та Са Бум Ним — корейською мовами.

#### Нова історія
У багатьох країнах такі місцеві бойові мистецтва як Те у Окінаві, Кендзюцу та Дзюдзюцу у Японії, та Тек'єн і Субак у Кореї змішалися з іншими і, наприкінці дев'ятнадцятого та у двадцятому сторіччі, розвинулися у деякі, відоміші бойові мистецтва: Карате, Айкідо та Тхеквондо.

Літній чоловік боксує стінку.

Едвард Вільям Бартон-Райт (англ. Edward William Barton-Wright), інженер-залізничник, який перебував у Японії у 1894—1897 рр. та вивчав дзюдзюцу, був першою відомою людиною з Європи, яка вивчила східні бойові мистецтва. Він також заснував еклектичний стиль бойових мистецтв названий бартіцу, який поєднував дзюдзюцу, дзюдо, бокс, сават та бій на палицях.
Зі зростанням впливу заходу на Східну Азію, велика кількість військового персоналу перебувала у Китаї, Японії та Кореї, де мала змогу наочно познайомитися зі східними бойовими мистецтвами.
Зацікавленість засобів масової інформації у бойових мистецтва зросла наприкінці сімдесятих та у вісімдесятих роках минулого сторіччя. Причиною цього частково стали і фільми з бойовими мистецтвами з Азії та Голівуду. Брюс Лі, Джекі Чан та Джет Лі — видатні артисти, яких можна вважати відповідальними за нещодавнє розповсюдження Китайських бойових мистецтв у світі.

### Європа

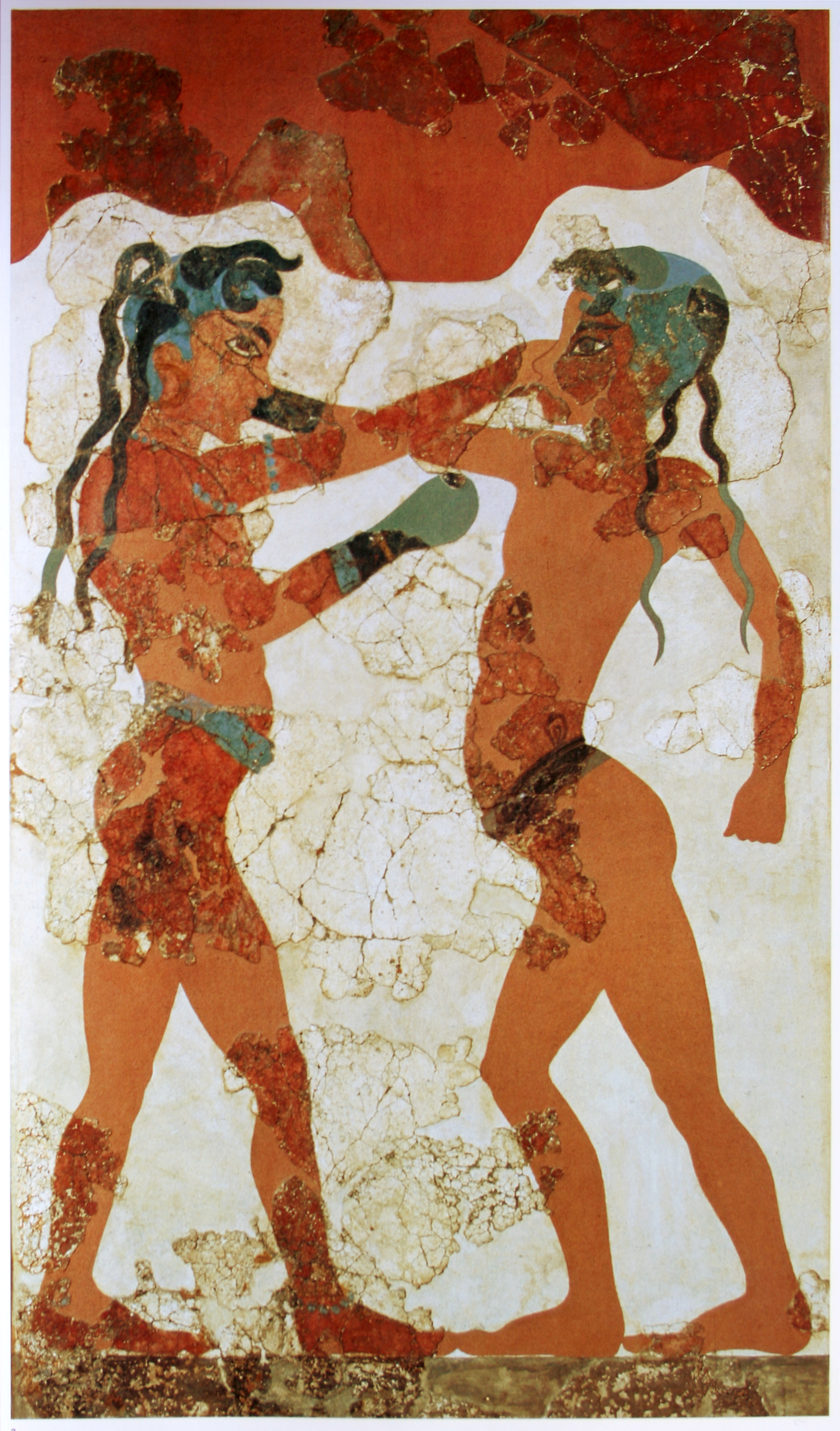
Бокс практикувався у Стародавній Греції.

Бойові мистецтва існували й в класичній європейській цивілізації. Найбільше, це ймовірно стосується Стародавньої Греції, де спорт був складовою частиною ладу життя. Давньогрецький бокс (пігме/пігмахія — бій {махі} на кулаках {піг}), боротьба (пале) та панкратіон (усе {пан} сила {кратос} — поєднання бою на кулаках та боротьби) були представлені на стародавніх Олімпійських змаганнях. Римляни представляли гладіаторські бої як публічну виставу.
Відомо декілька стилів історичного європейського фехтування. Групи зацікавлених людей працюють сьогодні над їх відновленням. Процес реконструювання поєднує досконале вивчення бойових трактатів 1400—1900 рр. та практичне тестування різноманітних методів та тактик. При цьому розглядаються такі стилі як «меч та щит», «бій з дворучним мечем», «бій з алебардою», «турнір» та інші стилі, що використовують січну зброю. Відновлені та розвинуті мистецтва згадуються як західні бойові мистецтва. Збереглося багато середньовічних підручників, серед яких найвидатнішою є «Книга фехтування» (нім. Fechtbuch) Йоганеса Ліхтенауера (14-те сторіччя). Сьогодні книга Й. Ліхтенауера є основою німецької школи фехтування.
У Європі бойові мистецтва почали зникати з виникненням вогнепальної зброї. Тому європейські бойові мистецтва не є такими поширеними, як мистецтва Східної Азії. Традиційні бойові мистецтва або зникли, або розвинулися у спортивні змагання. Володіння мечем перетворилося на фехтування. Бокс і деякі форми боротьби збереглися. У більшості, європейські бойові мистецтва адаптувалися до сучасності так, що хоча деякі з них усе ще існують, військовий персонал тренується у бої з багнетом та прицільній стрільбі. Деякі європейські типи зброї збереглися у народних спортивних змаганнях та для самозахисту. Вони включають системи бою з палицями, такі як Його до Пау у Португалії та Хуего дель Пало на Канарських островах.
Інші бойові мистецтва розвинулися у види спорту, що більше не визнаються як бойові. Одним з подібних прикладів є вправи чоловіків на гімнастичному коні, які є похідними від спортивної верхової їзди. У давнину кіннотникам необхідно було швидко змінювати позицію на коні, рятувати непритомних товаришів, ефективно битися верхи та зіскакувати з коня, що мчав чвалом. Тренування цих здатностей на закріпленій бочці переросло у спортивні вправи на гімнастичному коні. Ще стародавнішими є штовхання ядра та метання спису, обидва з яких використовувалися римлянами як зброя.

### ПівнічнатаПівденна Америка
Корінні народи Північної та Південної Америки тренувалися у володінні власними бойовими мистецтвами починаючи з дитинства. Чоловіків Перших Націй (корінного населення на території Канади) та рідше, жінок, називали воїнами лише після бою, де вони себе показали. Більшість племен обирали майбутніх воїнів, які спеціалізувалися на луках, ножах, духових трубках, списах та бойових палицях, з раннього юнацтва. Особлива перевага віддавалася бойовим палицям, оскільки соціальний статус воїна зростав саме коли він вбивав ворога у поєдинку віч-на-віч. Воїни вигострювали свою майстерність у володінні зброєю та техніці переслідування шляхом тренування протягом усього життя.
Окічито (англ. Okichitaw) — бойове мистецтво, розроблене на основі мистецтва Рівнинних Крі з канадських прерій, яке спеціалізувалося на використанні особливої палиці у формі приклада рушниці, але використовувало також і лук, ніж, довгий та короткий списи, томагавк, а також техніки захоплень/зчеплень та ударів. Капоейра, хоча і з африканськими коренями, є бойовим мистецтвом, що походить з Бразилії та використовує надзвичайну гнучкість та витривалість бійців. Воно включає удари ногами, ліктями, головою та акробатичні елементи. Бразильське дзюдзюцу є адаптацією дзюдо та дзю-дзюцу у формі, що існувала напередодні Другої світової війни. Створене братами Карлосом Ґрейсі (порт. Carlos Gracie) та Еліо Ґрейсі (порт. Hélio Gracie), бразильське дзюдзюцу перетворилося у спорт з концентрацією на переміщення біля землі. Цей стиль став популярним бойовим мистецтвом та довів свою ефективність у змаганнях зі змішаних бойових мистецтв, таких як Абсолютний Бійцівський Чемпіонат (англ. Ultimate Fighting Championship, UFC) та Бійцівський чемпіонат PRIDE (англ. PRIDE Fighting Championship, PRIDE or PRIDE FC) У 2003 році, більш ніж 1.5 мільйони громадян США практикували бойові мистецтва.

### Африка
Відомо про існування боротьби та стилів із захопленням/зчепленням у Західній Африці. «Бій на палицях» складає важливу частину культури зулусів у Південній Африці. Африканські ножі можна класифікувати за формою, зазвичай, заокругленою та 'f'-подібною.

### Нова історія
Боротьба, метання спису та фехтування (1896 літні Олімпійські ігри), стрільба з лука (1900), бокс (1904) та, більш нещодавно, дзюдо (1964) і тхеквондо (2000) є бойовими мистецтвами, які включено у сучасні літні Олімпійські ігри.
Бойові мистецтва також розвивалися серед військових та поліцейських сил:
- для арешту та самозахисту. Приклади включають: Крав мага (Hebrew івр. קרב מגע: «близький бій»): система самозахисту розвинута спеціальними збройними силами Ізраїлю; Саньда (Саньшоу): розвинута китайськими збройними силами; Комбато (порт. Kombato): розроблені для бразильських збройних сил; Раф енд тамбл (англ. Rough and Tumble, RAT: «штовханина» або «бій без правил»): оригінально розвинуті для південноафриканських спеціальних підрозділів (Бригада південноафриканських сил спеціального призначення) (сьогодні вивчається і цивільним населенням).
- як тактичні мистецтва для ведення рукопашного бою, тобто Військові бойові мистецтва, напр. Лайн військово-морських сил США (англ. Linear Infighting Neural Override Engagement, LINE: прибл. «негайне вступлення у ближній бій із невроперевагою») та британське Ю-Ей-Сі.

Самбо — ще одна система сучасних бойових мистецтв, що походить з радянських (російських) збройних сил.

## На сучасному бойовищі
Деякі концепції традиційних бойових мистецтва отримали новий розвиток у сучасному військовому тренуванні. Можливо, найбільш нещодавнім прикладом цього є прицільна стрільба, яка покладається на пам'ять м'язів для ефективнішого використання вогнепальної зброї у різноманітних невигідних ситуаціях. Багато у чому, ці методи подібні на опанування рухів з мечем у іайдо (яп. 居合道, англ. iaido, iaidō, iaidoka).
Під час Другої світової війни, Вільям Е. «Ден» Феабеан (англ. William E. Fairbairn), шанхайській поліцейський та провідний західний експерт з методів східних бойових мистецтв, був найнятий Управлінням спеціальних операцій (англ. Special Operations Executive, SOE) для викладання дзюдзюцу військам спеціального призначення Великої Британії, США та Канади. Книга «Вбий або загинь» (англ. Kill or Get Killed), написана полковником Рексом Еплгейтом (англ. Rex Applegate), стала класичним військовим трактатом рукопашного бою. Розроблена в ній система була названа «Дефенду».
Традиційні методи рукопашного бою, володіння ножами та списами продовжують використовувати у комбінованих системах, розроблених для сьогоднішніх війн. Приклади цих систем включають: Комбативз (англ. Combatives) армії США, розроблена Метом Ларсеном (англ. Matt Larsen); Крав мага для тренування солдат Армії оборони Ізраїлю; Програма бойових мистецтв корпусу морської піхоти (англ. Marine Corps Martial Arts Program, MCMAP) для викладання морським піхотинцям США; а також згадана вище Саньшоу китайських збройних сил.
Методи захисту з ножем, подібні до знайдених у книгах з фехтування (нім. fechtbuch, мн. fechtbücher), написаних Фйоре де Лібері (італ. Fiore dei Liberi), та Кодекс Валлештайн (нім. Codex Wallerstein), написаний невідомим(и) автором(ами), були інтегровані у керівництва з тренувань армії США у 1942 р. Вони продовжують мати вплив і на сьогоднішні системи разом з іншими традиційними мистецтвами, такими як Калі та Ескріма.
Багнет, який походить від списа, нещодавно використовувався британською армією у війні в Іраку.

## Випробування та змагання
Випробування або оцінка є важливими для тих, хто практикує бойові мистецтва та хоче визначити власний прогрес або рівень майстерності у специфічному контексті. Вчителі індивідуальних систем бойових мистецтв періодично випробовують та оцінюють власних учнів. Це робиться для того, щоб перейти на вищий рівень визнаного досягнення у вигляді кольору поясу або титулу. Тип випробування змінюється від системи до системи та може включати форми або спаринги.
Різноманітні форми або спаринги зазвичай використовуються у показових виступах та на турнірах з бойових мистецтв. Деякі змагання передбачають зустрічі представників різних мистецтв при використанні узагальненого набору правил. Вони називаються змаганнями зі змішаних бойових мистецтв. Правила для спарингів змінюються між різними мистецтвами та організаціями, але у загальному їх можна поділити на варіанти легкого дотику, середнього дотику та справжнього дотику, що відображають силу, яка може бути використана проти опонента.

### Легкий та середній контакт
Ці типи спарингів обмежують силу, яка може бути використана проти опоненту. У випадку легких спарингів це, зазвичай, лише 'торкання'. Наприклад, удар рукою повинен бути 'відтягнений' у момент удару або безпосередньо перед дотиком. У середньому дотику удар рукою не 'відтягується', але не повинен наноситися у повну силу. Оскільки використовувана сила обмежується, метою цих типів спарингу не є нокаут опонента. У цих типах змагань використовується система очок/балів для визначення переможця.
Суддя на рингу (рефері) слідкує за виконанням правил та контролює поєдинок, тоді як інші судді ведуть рахунок очок як у боксі. Атака певних областей тіла (наприклад, обличчя або паху) може бути заборонена, як і деякі прийоми. Може бути необхідним вдягати захисне обладнання на голову, руки, груди, пах, гомілки або ступні. У деяких стилях (таких як спаринги з фехтування та тхеквондо) учасники заробляють очки за успішне використання однієї певної техніки або удару, що оцінюється суддею, який на короткий час зупиняє поєдинок, присуджує очко і дозволяє продовжувати поєдинок. У іншому варіанті спаринг може продовжуватися, доки судді нараховують очки.
Деякі критики оцінювання спарингу за очками відчувають, що цей метод тренування навчає звичкам, які призводять до нижчої ефективності бою. Спаринги з легким дотиком частіше використовуватися лише для тренування дітей або у інших ситуаціях, коли прикладання сили могло би бути недоречним (наприклад, у новачків). Спаринги із середнім дотиком часто використовуються як тренувальні перед змаганнями із справжнім дотиком.

### Повний контакт
Спаринги або бої зі справжнім дотиком часто розглядаються як необхідний елемент у підготовці до справжнього бою без зброї. Спаринг зі справжнім дотиком відрізняється від легкого та середнього дотику за декількома показниками. Вони включають зменшене використання (або відсутність) захисного обладнання та використання ударів, які не відтягуються, а наносяться у повну силу. У спарингах зі справжнім дотиком метою поєдинку є або нокаут опонента або примушення опонента здатися. Спаринги зі справжнім дотиком можуть включати широке розмаїття дозволених атак та зон контакту на тілі.
Хоча підрахування очок і ведеться, воно може виявитися лише допоміжним засобом, який використовується лише якщо переможець не є очевидно зрозумілим за іншими показниками. У деяких змаганнях, таких як перший турнір UFC, підрахунку очок не було. Через це, поєдинки зі справжнім дотиком стають все більш агресивними за характером, але правила все ж можуть вимагати використання захисних рукавичок та забороняти певні прийоми або дії під час поєдинку (наприклад, удари у голову ззаду).
Майже всі ліги змішаних бойових мистецтв, такі як Абсолютний бійцівський чемпіонат, Панкрас (взятий зі згаданого вище панкратіону) та сюто (яп. 修斗), використовують правила за типом справжнього дотику — як і організації професійного боксу та К-1 (останній поєднує техніку бою з тайського боксу {муай тай}, карате, тхеквондо, савату, саньди, кікбоксингу та традиційного боксу). Стиль карате кіокушинкай (яп. 極真: «вища істина») вимагає від професійних учасників вступати у бій справжнього дотику з голими кулаками та вдівати лише каратеґі (яп. 空手着 або 空手衣: «форма для карате») (часто використовуване слово «кімоно» відноситься до більшості видів повсякденного традиційного одягу Японії і, буквально, кімоно означає «щось вдіте» або «вбрання») та протектор паху. При цьому, дозволяються лише удари. Поєдинки ж з бразильського дзюдзюцу та дзюдо не дозволяють ударів, хоча за змістом, вони є повноконтактними (зі справжнім дотиком) у тому сенсі, що під час виконання захоплень та примушення здатися, до опонента прикладається справжня сила бійця.

### Дискусії про спаринги
Дехто з того, хто практикує бойові мистецтва, вважає, що поєдинки за правилами не є добрим мірилом здатності до рукопашного бою, а тренування цих обмежень може погіршити ефективність у ситуаціях, що вимагають самозахисту. Ці бійці можуть не віддавати переваги участі у більшості типів змагань з бойових мистецтв з правилами (навіть у таких як вале тудо з мінімальними правилами (порт. vale tudo: «дозволено» {вале} «усе» {тудо})), до таких належить, зокрема, відомий дослідник та автор книг з бойових мистецтв Анатолій Тарас. Натомість, вони обирають вивчення методів бою звертаючи мало або не звертаючи уваги на правила змагання, або навіть, на етичні питання та закон (прийоми, що можуть включати атаку уразливих точок, таких як пах або очі). Інші стверджують, що за правильних застережних заходів, таких як рефері та лікар біля рингу, спаринги, включаючи поєдинки зі справжнім дотиком та базовими правилами, служать корисним мірилом загальної бійцівської здатності людини та, що незмога випробувати прийом проти опонента, що опирається, більш ймовірно буде говорити і про його меншу користь у згаданих ситуаціях.

## Бойові мистецтва та спорт

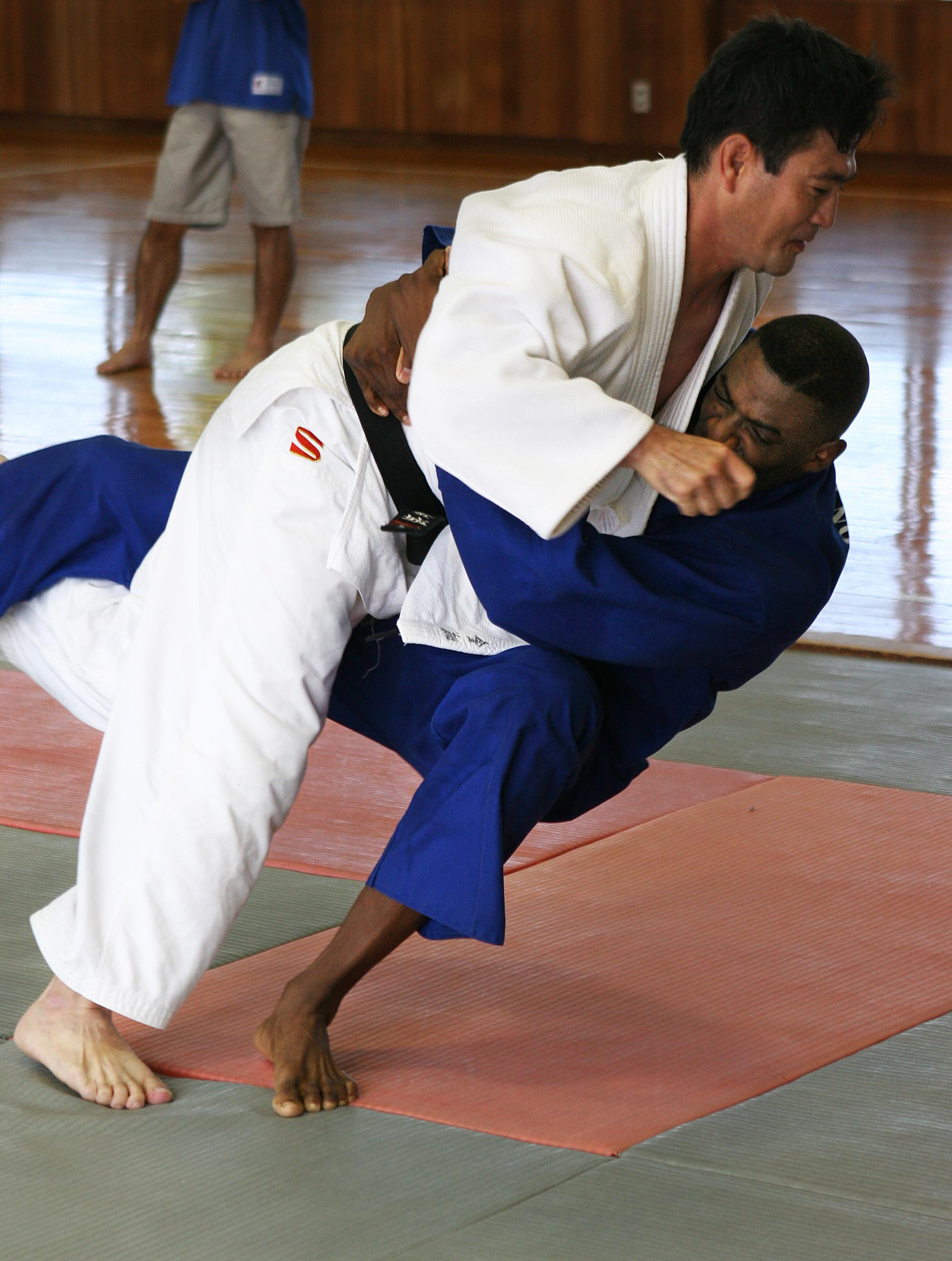
Деякі бойові мистецтва, як дзюдо, є олімпійськими видами спорту.

Дзюдо та тхеквондо, а також західні стрільба з луку, метання спису, боротьба та фехтування включені у літні Олімпійські ігри. Китайському ушу, нещодавно поданому на включення до Олімпійських ігор, було відмовлено, але все ж, змагання з нього активно проводяться в усьому світу. Учні та майстри таких бойових мистецтв, як кікбоксинг та бразильське дзюдзюцу, часто готуються та беруть участь у спортивних поєдинках, тоді як інші, наприклад, з айкідо та вин чун, можуть нехтувати подібними змаганнями. Деякі школи вірять, що змагання виховують кращих та ефективніших бійців та розвивають сенс доброї спортивної майстерності. Інші вважають, що правила у таких змаганнях зменшують ефективність мистецтва або заохочують тип тренувань, які зосереджуються на видобуванні трофеїв замість традиційнішої концентрації на розвитку особливого морального характеру.
У відповідь на розвиток спортивних бойових мистецтв, проводяться змагання іншого типу, такі як Абсолютний Бійцівський Чемпіонат, Панкрас та Бійцівський чемпіонат PRIDE у США та Японії, відомі як змішані бойові мистецтва. У перших Абсолютний Бійцівський Чемпіонатах поєдинки проводилися з дуже невеликою кількістю правил та дозволяли брати участь усім стилям бойових мистецтв. В Україні активно розвивається власна спортивна школа змішаного стилю — Фрі-файт, проводяться міжнародні турніри.
Багато бійців змагаються також і без спарингів. Це наприклад, змагання зі зламування різних об'єктів або з хореографічних наборів прийомів/рухів: хайонг (кор. 형, 품새 або 形, 品勢: «формальні вправи»), кати або бірманські аки. Сучасні типи бойових мистецтв включають і змагання, що проводяться у вигляді танцю, такі як трикінг (англ. tricking: «вправляння у трюках»).
Деякі бойові мистецтва знаходяться під впливом урядів з тим щоб зробити їх більш подібними на спорт з політичними цілями. Головним рушієм спроби Китайської Народної Республіки перетворити китайські бойові мистецтва у спортивне ушу кероване спеціальним комітетом було приборкування того, що тренування з бойових мистецтв, особливо за традиційними системами фамільної спадщини, вважалося потенційно підривним аспектом.

## Бойовий танець
Як згадувалося вище, деякі бойові мистецтва різноманітних культур можуть представлятися у вигляді танцю. Причини цього представлення можуть бути різні та, включають, наприклад, викликання люті перед боєм або демонстрацію майстерності у стилізованій манері. Багато таких бойових мистецтв використовують музику, часто з гучними ударними ритмами.
Приклади «бойових танців» включають:
- Танок пантери — Бірманське Бандо з мечами.
- Гимнопедія — Стародавня Спарта.
- Різноманітні європейські танці з шаблями або танці зі зброєю.
- Танець із шаблями — зображений у балеті Арама Хачатуряна Ґаяне.
- Хака — Нова Зеландія.
- Адук-Адук — Бруней.
- Айала — Катар.
- Танець Хатак — Афганістан.
- Бразильська Капоейра, а також деякі подібні Афрокарибські мистецтва.
- Танець з кинджалом — Шотландія, а також Шотландські танці з мечами.
- Гула — з традицій корінних гавайців.
- Йола — з Оману/Об'єднаних Арабських Еміратів.